# 노먼 포스터
노먼 로버츠 포스터(영어: Norman Roberts Foster OM RA, 1935년 6월 1일 ~ )는 영국의 건축가이다. 하이테크 건축 발전에 지대한 공헌을 하였으며, 현대 영국 건축과 관련된 핵심 인물로 꼽힌다. 그가 설립한 건축회사 포스터 앤 파트너스는 영국에서 가장 큰 건축회사로 전세계에 사무실을 두고 있다. 현재 '새로운 세대 디자이너, 건축가, 도시계획자들  돕기 위한 학제간 사고 및 연구 진흥'을 위한 노먼 포스터 재단 회장을 맡고 있다. 포스터는 1999년 프리츠커상을 수상했다.

## 유년 시절 및 교육
포스터는 잉글랜드 스톡포트의 레디시(Reddish)의 노동 계층 집안에서 태어났다. 타고난 재능을 바탕으로 학교에서도 우수하였고 건축, 그 중에서도 특히 프랭크 로이드 라이트와 르 코르뷔지에의 작품에 관심을 보였다. 1956년 영국 공군에서 제대한 후에 맨체스터 대학교에 입학하여 건축과 도시계획을 공부하였다. 그 후, 예일 대학교에서 석사과정을 밟으면서 이전의 파트너였던 리처드 로저스를 만났다.

## 경력
일 년간 미국을 여행한 후에 포스터는 1962년 영국으로 돌아와서 리처드 로저스와 서로의 아내인 수 로저스, 웬디 치즈먼과 함께 Team 4를 결성하였다. 이들은 하이테크 산업 디자인을 바탕으로 하여 짧은 기간 동안 명성을 쌓았다.

### 포스터 앤드 파트너스
Team 4가 해체되어 각자의 길을 걷게 된 이후 1967년 포스터와 웬디 치즈먼은 이후에 '포스터와 파트너'들의 전신인 '포스터 연합'을 설립한다. 1968년부터 미국인 건축가인 버크민스터 풀러와 협력하여 사뮈엘 베케트의 극장 프로젝트를 포함하여 친환경적 디자인의 발전에 촉매가 된 작품들을 만들게 되며, 이는 1983년 풀러가 세상을 뜰 때까지 지속된다.
1974년에 지어진 윌리스 파버와 뒤마의 본사는 영국에 지어진 '포스터 연합'의 혁신적 작품이다. 건축주는 근무환경에 공동체적인 느낌을 다시 살리기를 원했던 보험회사였다. 포스터는 열린 평면(open-plan)이 유명해지기 전에 이 개념을 사용했다. 공공시설이 과도하게 자리를 잡는 것을 방지하면서도, 옥상정원과 25m의 수영장과 체육관은 1200명의 사원들의 삶의 질을 높였다.

## 상훈
- 1990년 기사작위(Knight Bachelor) 서임[1]
- 1997년 메리트 훈장(Order of Merit; OM)[2]
- 1999년 프리츠커상
- 1999년 남작 승작(Baron Foster of Thames Bank)[3]